# Engraulis eurystole
Az Engraulis eurystole a sugarasúszójú halak (Actinopterygii) osztályának heringalakúak (Clupeiformes) rendjébe, ezen belül a szardellafélék (Engraulidae) családjába tartozó faj.

## Előfordulása
Az Engraulis eurystole elterjedési területe az Atlanti-óceán nyugati része; Massachusettstől Floridáig és a Mexikói-öbölig, délen pedig Venezuelától Észak-Brazíliáig. A Mississippi folyó torkolatában is megtalálható.

## Megjelenése
Ez a halfaj általában 8 centiméter hosszú, de akár 15,5 centiméteresre is megnőhet. Igen hasonlít az Engraulis encrasicolusra.

## Életmódja
Nyílt tengeri hal, amely 124-282 méteres mélységekben tartózkodik. De a sekély vizekben is gyakori, a kikötőkben sem ritka. Rajokban él.

## Szaporodása
Az Engraulis eurystole főleg július - augusztus között ívik. Ikrái ellipszis alakúak.

## Felhasználása
Az Engraulis eurystolet, csak kismértékben halásszák.